# Santa Rosa de Lima (Sergipe)
Santa Rosa de Lima é um município brasileiro do estado de Sergipe. Localiza-se no leste do estado.

## História
Conta-se que em tempos remotos a povoação era denominada de “Presa”, porque com as grandes enchentes do rio Sergipe os meios de acesso e comunicação eram impedidos pelas águas. 
A penetração no território deu-se em 1601, com a doação das sesmarias nas vizinhanças dos rios Sergipe e Cotinguiba. Pela lei nº 83, de 26 de outubro de 1884, a povoação foi elevada à categoria de vila, já denominada nessa época de Santa Rosa – pertencente ao município de Divina Pastora. Dois anos depois era doada, a uma capela construída pelos padres Jesuítas, uma imagem de Santa Rosa, que originou o nome da vila.
Pelo Decreto Lei Estadual nº 377, de 31 de dezembro de 1943, foi mudada a denominação da Vila Santa Rosa para Camboatá. Dez anos depois, pela Lei Estadual nº 525-A, de 25 de novembro de 1953, foi criado o Município de Camboatá, que vinha em franco progresso, desmembrado, assim, do município de Divina Pastora.
A Assembleia Estadual decretou e o Governo do Estado sancionou a Lei nº 554, que fixou a Divisão Administrativa e Judiciária do Estado, para o período de 1954/1958, tendo na ocasião mudado o topônimo do Município de Camboatá para Santa Rosa de Lima.

## Geografia
Localiza-se a uma latitude 10º38'47" sul e a uma longitude 37º11'38" oeste, estando a uma altitude de 39 metros. Sua população estimada em 2004 era de 3.714 habitantes.
Possui uma área de 66,22 km².